# Philothamnus bequaerti
Espèce
Synonymes
- Chlorophis bequaerti Schmidt, 1923

Philothamnus bequaerti est une espèce de serpents de la famille des Colubridae.

## Répartition
Cette espèce se rencontre au Cameroun, en Centrafrique, au Soudan du Sud, en Éthiopie et au Congo-Kinshasa.

## Description
L'holotype de Philothamnus bequaerti, un mâle, mesure 652 mm dont 212 mm pour la queue. Cette espèce a le corps gris bleu sombre.

## Étymologie
Cette espèce est nommée en l'honneur de Joseph Charles Bequaert.

## Publication originale
- Schmidt, 1923 : Contributions to the herpetology of the Belgian Congo based on the collection of the American Museum Congo Expedition, 1909-1915. Part II. Snakes, with field notes by Herbert Lang and James P. Chapin. Bulletin of the American Museum of Natural History, vol. 49, n. 1, p. 1-146 (texte intégral).